# Kryzys walutowy
Kryzys walutowy – gwałtowny spadek kursu waluty danego kraju na rynku międzynarodowym.
Skutkiem czego jest dewaluacja / deprecjacja waluty. Spadek kursu spowodowany jest masową sprzedażą waluty, a ze względu na skalę zjawiska działania banku centralnego nie są w stanie zahamować tej niekorzystnej tendencji. Ten typ kryzysu zwany jest również kryzysem bilansu płatniczego.

## Symptomy kryzysu walutowego
Wystąpienie kryzysu walutowego objawia się:
- Spadkiem kursu waluty krajowej,
- Silnym wzrostem krótkoterminowych stóp procentowych.

Powody wystąpienia symptomów kryzysu walutowego:
- Odpływ kapitału zagranicznego i krajowego,
- Podnoszenie stóp procentowych przez bank centralny w celu obrony waluty krajowej przed atakami spekulacyjnymi,
- Spadek rezerw walutowych banku centralnego.

## Rodzaje kryzysów walutowych

### Kryzysy pierwszej generacji (Model Krugmana)
Kryzysy tego rodzaju występowały najczęściej na przełomie lat 70. i 80. XX wieku (kryzysy w Meksyku, Argentynie, Brazylii). Zasadniczą przyczyną pojawiania się tego typu kryzysów była niewłaściwa polityka makroekonomiczna prowadzona przez rządy tych krajów. W krajach tych prowadzono ekspansywną politykę fiskalną. Deficyty budżetowe finansowane były z kredytów od banku centralnego. Prowadziło to do nadmiernego i niekontrolowanego wzrostu inflacji, a następnie problemów z utrzymaniem kursu w określonym przedziale wahań. W tych okolicznościach możliwe było również przeprowadzenie ataku spekulacyjnego z dużym prawdopodobieństwem powodzenia. Podsumowując, podstawową przyczyną powstania kryzysu pierwszej generacji jest czynnik wewnętrzny, np. w postaci niewłaściwej polityki fiskalnej.

### Kryzysy drugiej generacji (Model Obstfelda)
Kryzysy te pojawiały się w latach 1992–1993 w krajach zachodniej Europy (Francja, Wielka Brytania) należących w tym okresie do mechanizmu ERM. Ów system narzucał stosowanie kursu stałego z wąskim przedziałem wahań (± 2,25%). Problemy z utrzymaniem kursu w tak wąskim paśmie, stwarzały sprzyjającą sytuację do przeprowadzenia ataku spekulacyjnego na walutę. Atak ten był bezpośrednim czynnikiem wystąpienia kryzysu walutowego. Kryzysy drugiej generacji są zatem wywoływane, w odróżnieniu od poprzednich, przez czynnik zewnętrzny w postaci ataku spekulacyjnego.

### Kryzysy trzeciej generacji (model eklektyczny)
Kryzysy należące do tej grupy pojawiły się po raz pierwszy w latach 1997–1998 w krajach Azji Południowo-Wschodniej (Malezja, Indonezja, Korea Południowa). Sytuacja makroekonomiczna tych państw była w owym okresie bardzo dobra – występowały nadwyżki budżetowe oraz niska inflacja, toteż pojawienie się kryzysu było dużym zaskoczeniem zarówno dla inwestorów, jak i agencji ratingowych.
Kryzysy azjatyckie były skutkiem złego działania elementów mikroekonomicznych i powstały w efekcie nadmiernego zadłużenia się (w tym zagranicą) przez przedsiębiorstwa niefinansowe i banki. Kryzysy te zatem, podobnie, jak kryzysy pierwszej generacji, wywoływane są przez czynnik wewnętrzny.

## Obrona przed kryzysami
Prawdopodobieństwo wystąpienia kryzysów trzeciej generacji może być skutecznie ograniczane przede wszystkim poprzez stworzenie sprawnego nadzoru bankowego.
Obrona przed kryzysami pierwszej i drugiej generacji jest możliwa poprzez prowadzenie odpowiedniej polityki fiskalnej, pieniężnej oraz kursowej.